# One Worldwide Plaza
Il One Worldwide Plaza è l'edificio più alto del complesso Worldwide Plaza, che ne comprende altri due. Il One W.P. (progettato dallo studio Skidmore, Owings and Merrill) è destinato ad uso commerciale ed è alto 237 metri, mentre le altre due torri sono ad uso residenziale, situate ai lati Est e Ovest della torre principale e su progetto di Frank Williams.